# Prattville (Alabama)
Prattville – miasto w Stanach Zjednoczonych, w stanie Alabama, stolica hrabstwa Autauga. Według danych na rok 2020 miasto zamieszkiwało 37 781 osób, a gęstość zaludnienia wyniosła 411,96 os./km².

## Historia
Prattville zostało założone w 1839 roku przez przemysłowca i architekta Daniela Pratta. Obszar ten był w dużej mierze zamieszkany przez rdzennych Amerykanów. Pratt wykupił 1 akr ziemi od mieszkańców i rozpoczął budowę zakładów produkcyjnych. Miasto bardzo szybko zaczęło się rozwijać i w krótkim czasie stało się ośrodkiem przemysłowym.

## Geografia
Miasto ma łączną powierzchnię 94 km², w tym 91,71 km² stanowi ląd, a 2,29 km² stanowią wody. Prattville leży w pobliżu takich miast jak: Montgomery, Birmingham oraz Tuscaloosa.

### Klimat

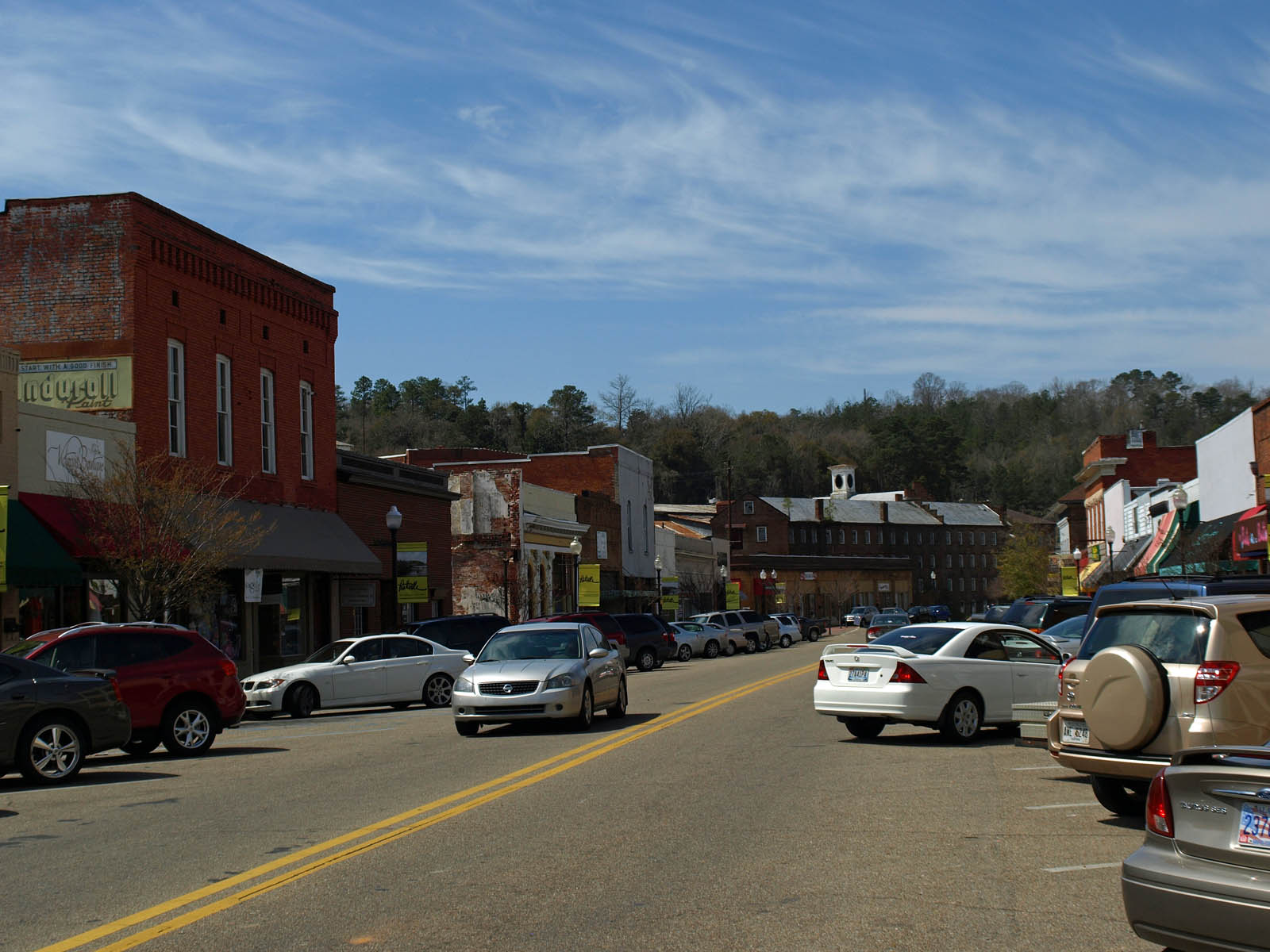
Widok na centrum miasta

Średnia temperatura wynosi 17 °C. Najcieplejszym miesiącem jest czerwiec (25 °C), a najzimniejszym miesiącem jest styczeń (7 °C). Średnie opady wynoszą 1411,7 milimetrów rocznie. Najbardziej wilgotnym miesiącem jest luty (136,54 milimetrów opadów), a najbardziej suchym miesiącem jest październik (79,12 milimetry opadów).

## Transport
Przez Prattville przebiegają takie drogi jak:

- Autostrada międzystanowa nr 65
- U.S. Highway 31
- U.S. Route 82
- Droga stanowa Alabama nr 14

Około 3,5 mili od centrum miasta znajduje się niewielkie lotnisko Prattville.

## Demografia

### Spis powszechny z 2010 roku
W 2010 Prattville zamieszkiwało 33 960 osób, a gęstość zaludnienia wyniosła 361,27 os./km². Miasto liczyło wówczas 12 711 gospodarstw domowych, w których mieszkało 9305 rodzin. Większość mieszkańców (78,5%) stanowili biali, natomiast 16,7% mieszkańców stanowili przedstawiciele rasy czarnej. Pozostałe 4,8% mieszkańców stanowili Azjaci (1,4%), Latynosi (3,1%) oraz przedstawiciele rdzennej ludności (0,3%).

### Spis powszechny z 2020 roku
Według danych na rok 2020 Prattville liczyło 15 537 gospodarstw domowych, w których mieszkało 14 301 rodzin. Większość mieszkańców (67,74%) stanowili biali, natomiast 20,93% mieszkańców stanowili przedstawiciele rasy czarnej. Pozostałe 11,33% mieszkańców stanowili Azjaci (2,27%), Latynosi (3,1%), przedstawiciele rdzennej ludności (0,3%) oraz 4,75% pozostałych ras człowieka.
Historyczna populacja Prattville:
| Rok        | 1850 | 1870    | 1880   | 1890   | 1900    | 1910   | 1920  | 1930  | 1940   | 1950   | 1960   | 1970   | 1980   | 1990   | 2000   | 2010   | 2020   |
| ---------- | ---- | ------- | ------ | ------ | ------- | ------ | ----- | ----- | ------ | ------ | ------ | ------ | ------ | ------ | ------ | ------ | ------ |
| Ludność    | 672  | 1346    | 977    | 724    | 1929    | 2222   | 2316  | 2331  | 2664   | 4385   | 6616   | 13 116 | 18 647 | 19 587 | 24 303 | 33 960 | 37 781 |
| Zmiana w % |      | +100,3% | −27,4% | −25,9% | +166.4% | +15,2% | +4,2% | +0,6% | +14,3% | +64,6% | +50,9% | +98,2% | +42,2% | +5%    | +24,1% | +39,7% | +11,3% |